# 건전한 방임
미국 역사에서 건전한 방임(Salutary neglect)은 18세기 영국 왕실이 의회법, 특히 무역법의 엄격한 집행을 피했던 정책이었다. 이는 식민지가 정부에 충성하고 본국인 잉글랜드의 경제 성장에 기여하는 한 계속되었다. 이후 1707년 연합법에 따라 그레이트브리튼 왕국에서도 같은 정책이 이어졌다. 이 용어는 1775년 에드먼드 버크가 처음 사용했다.
17세기 후반까지 중상주의 사상이 잉글랜드에서 힘을 얻고 일련의 항해법을 통해 무역 정책을 형성했다. 1689년 중앙집권화된 뉴잉글랜드 자치령의 붕괴부터 1763년까지 건전한 무시 정책이 시행되었다. 이후 영국은 더 엄격한 규칙과 직접적인 관리를 시행하려 했고, 이는 식민지 입법부에서 통과된 법률의 효력을 부인하는 것을 포함했다. 이는 결국 미국 독립 전쟁으로 이어졌다.

## 기원
식민지는 초기에 일정한 수준의 자치권을 가지고 있었다. 항해법을 집행하기 위해 부분적으로 시행된 뉴잉글랜드 자치령이 수립되는 동안 행정은 중앙집권화되었고, 식민지는 매우 인기 없는 에드먼드 안드로스가 통치했다. 명예 혁명과 1689년 보스턴 반란, 안드로스의 축출 이후 식민지는 영국으로부터 특정 경계로 보호되는 비공식적인 지방 통치 체제로 돌아갈 수 있었다. 이 정책은 이후 로버트 월폴이 1721년 재무부 수석 위원 자리에 오른 후 제1대 뉴캐슬 공작 토머스 펠럼홀스와 협력하여 공식화되었다. 세입을 늘리려는 노력의 일환으로 월폴은 "식민지에 아무런 제약을 두지 않으면 번창할 것"이라는 이유로 무역법 집행을 완화하고 규제를 줄였다.
월폴은 올리버 크롬웰과 찰스 2세 시절 제정된 항해법을 집행하는 것을 믿지 않았다. 이 법은 중상주의의 더 큰 경제 전략의 일환으로 영국과 식민지 간의 상품 무역이 영국 선박으로 운송되어야 한다고 규정했다.
이 정책은 1775년 3월 22일 영국 하원에서 에드먼드 버크의 "미국과의 화해에 대한 연설"에서 이 용어가 만들어질 때까지 이름이 없었다. 이 연설은 "현명하고 건전한 무시"를 통해 큰 상업적 성공을 거둔 영국령 아메리카의 통치를 칭찬했다.
식민지 전체가 우리의 어떤 보살핌에도 거의 빚지지 않았고, 감시하고 의심하는 정부의 제약으로 이 행복한 형태에 억지로 끼워 넣어진 것이 아니라, 현명하고 건전한 무시를 통해 너그러운 자연이 스스로 완벽해지는 길을 걸어가도록 허용되었다는 것을 알 때, 이러한 효과를 돌이켜보고, 그것이 우리에게 얼마나 이익이 되었는지를 볼 때, 나는 권력의 모든 자부심이 가라앉고, 인간의 기지에 대한 모든 자만심이 내 안에서 녹아내려 사라지는 것을 느낀다.

## 효과
이 정책은 영국과 식민지 간의 자금 흐름을 늘리는 데 성공했다. 무역법 집행의 부족은 미국 상인들이 카리브 제도의 프랑스령 영토와 불법 무역으로 이익을 얻는 것을 의미했으며, 이는 다시 미국 상인들이 더 많은 영국 상품을 구매함에 따라 영국도 번성하게 되었다.
이 정책의 자유방임적 성격은 식민지가 사실상 독립 상태가 되도록 이끌었다. 이 정책은 독립심과 자립심을 발전시키는 데 도움이 되었고, 식민지 의회가 식민지 재정을 통제함으로써 왕이 임명한 총독에게 상당한 권한을 행사할 수 있게 했다.
또한, 월폴이 인기 없는 식민지 관직을 친구와 정치적 동맹으로 채우려 한 것은 해외에서 왕의 권한을 비효율적으로 만들었다.

### 서인도 제도
높은 수준의 지방 자치가 이루어지는 관행은 북미 본토의 영국 식민지에만 국한되지 않았다. 카리브해의 섬 식민지들도 지방 입법부에서 자치권을 누렸다.

## 정책의 종말
1763년부터 영국은 더 엄격한 규칙과 직접적인 관리를 시행하려 했다. 이는 부분적으로 7년 전쟁의 결과로 인해 추진되었는데, 영국은 파리 조약 (1763년)을 통해 북아메리카에서 광대한 새로운 영토를 얻었다. 전쟁은 영국이 막대한 빚을 지게 만들었고, 프랑스의 지속적인 위협으로부터 식민지를 방어하기 위해 군대를 식민지에 배치하기로 결정되었다.
이에 따라 영국 총리 조지 그렌빌은 그렌빌 법으로 알려진 추가 세금을 제안하여 항해법을 보충했다. 설탕법, 통화 조례, 그리고 인지세법은 모두 식민지에서의 권한과 수입을 늘리는 것을 목표로 했다. 이 법들은 식민지에서 인기가 없었고 1765년 8월의 인지세법 폭동과 1770년 3월의 보스턴 학살로 이어졌다. 그렌빌 법과 참을 수 없는 법은 미국 독립 전쟁으로 이어진 결정적인 요인이었다.

## 정책의 의도성
"건전한 무시"가 이름이 시사하듯이 식민지 문제에 대한 실제적인 무시였는지, 아니면 영국 정부의 의식적인 정책이었는지는 역사가들 사이에서 논란이 많으며, 이는 국가적 관점에 따라 달라지기도 한다. 미국인들은 식민지의 경제적, 사회적 발전을 강조함으로써 이 정책의 "건전한" 효과에 대해 버크의 편을 들 수도 있지만, 영국 제국주의적 관점에서는 이는 엄청난 실패였으며, 그 진정한 사회적, 경제적, 정치적 효과에 대한 논쟁은 여전히 남아 있다.
영국에서 중상주의 법률을 시행했던 상무원은 1748년까지 자체 법률을 시행하기에는 너무 약했다. 제1대 뉴캐슬 공작 토머스 펠럼홀스는 1724년 관련 국무장관이 되었지만 직무를 배우는 데 시간이 걸렸고, 심지어 그때도 행동이 확고하지 않아 역사가 제임스 헨레타는 건전한 무시를 "행정적 비효율성, 재정적 어려움, 정치적 무능" 때문으로 돌렸다.

## 추가 문헌
- Henretta, James A. "Salutary Neglect": Colonial Administration inder the Duke of Newcastle. Princeton: Princeton University Press 1972.